# Agravain

Blasón de Agravain.

Sir Agravain, o Sir Agravaine, es un caballero de la Mesa Redonda, personaje de las historias del rey Arturo. Siendo el segundo hijo del rey Lot de Orkney, es sobrino de Arturo, hermano de Gawain, Gaheris, Gareth y Mordred.
La imagen de Agravain es la de un guerrero competente, pero que no alcanza la gloria de sus hermanos Gawain y Gareth; además, tiene reputación de malicioso y malintencionado. En la mayoría de las versiones de la leyenda artúrica, Agravain revela el romance adúltero entre Lancelot del Lago y la reina Ginebra, desencadenando la guerra entre Lanzarote y el rey Arturo, que desembocaría en la perdición del reino de Logres.